# Aérodrome de Shek Kong
L'aérodrome de Shek Kong (Chinois: 石崗機場), ICAO:VHSK), aussi appelé dans le passé aérodrome Sek Kong est une base de la Force aérienne chinoise située dans les Nouveaux Territoires de Hong Kong.

## Base britannique
Avant la rétrocession de Hong Kong à la république populaire de Chine en 1997, la base était utilisée par les forces britanniques des British Forces Overseas Hong Kong et portait le nom de RAF Sek Kong. La construction de cette base démarrée en 1938 est achevée en 1950, le retard étant bien sûr dû à l'occupation japonaise de Hong Kong entre décembre et 1945. La base possédait la première piste en dur de Hong Kong. Les avions de la Royal Hong Kong Auxiliary Air Force y était basés entre autres.
Pendant plusieurs années, entre le milieu des années 1980 et 1992, RAF Sek Kong servit également de centre de détention pour les réfugiés vietnamiens.

## Force aérienne chinoise
Depuis la rétrocession à la Chine, la base est occupée par la Force aérienne chinoise.
En 2009, le régiment d'hélicoptères 39968 équipé de 12 Harbin Z.9 y est basé.